# Pistolet de Cavallerie Mle 1842
Niektóre z zamieszczonych tu informacji wymagają weryfikacji.
Dokładniejsze informacje o tym, co należy poprawić, być może znajdują się w dyskusji tego artykułu.
 Po wyeliminowaniu niedoskonałości należy usunąć szablon [[Szablon:Dopracować|]] z tego artykułu.
Pistolet de Cavallerie Mle 1842 (fr. pistolet jazdy wz. 1842) – francuski pistolet kapiszonowy przeznaczony dla oddziałów jazdy.
Pistolet Mle 1842 był następcą skałkowego pistoletu Mle 1777.
Pistolet Mle 1842 był wyposażony w stożkowatą lufę o gładkim przewodzie. Łoże wykonane z drewna orzechowego. łoże było zakończone z przodu mosiężnym bączkiem przymocowanym przy pomocy śruby. W bączku znajdował się otwór przez który wkładany był pobojczyk spoczywający w kanale pod lufą.
Kolba pistoletu była wzmocniona stalowymi taśmami co wzmacniało konstrukcję pistoletu i umożliwiało użycie go jako improwizowanej maczugi. Głowica chwytu była zakończona masywną nakładką ze strzemieniem do którego mocowany był rzemień zapobiegający zgubieniu broni.